# Мала Уголька
Мала́ У́го́лька — село в Україні, у Закарпатській області, Тячівському районі. Населення становить 1503 особи (2001 р.). Входить до складу Углянської сільської громади.

## Цікаві факти
Село взяло назву від потоку, де воно було створене у 1864—1865 роках.
Назви у: 1892: Kis-Ugolyka (Malá-Ugolyka) (Hnt.), 1898: Kis-Ugolyka (Hnt.), 1907: Kisugolyka (Hnt.), 1918: Kisugolyka (Hnt.), 1944: Kisugolykavölgy, Мала Уголька (Hnt.), 1983: Мала Уголька, Малая Уголька (ZO).
У селі на річці Малій Угольці зберігся дерев'яний водяний млин. Млин у робочому стані. Господарі млина — місцева родина Яремів. Збудував цей пристрій їх пращур — місцевий мешканець Іван Йосипович Ярема на початку двадцятого століття. Повернувшись із заробітків з Америки, придбав землю біля річки, де і поставив водяний млин. З тих пір його колесо крутилося щодня. Біля млина облаштоване й валило — дерев'яна діжка з отворами, куди з гуркотом падає вода. Колись тут «валяли» теплі ковдри-джерги, які виготовляли у ткацькому цеху в Драгові, а зараз — перуть верхній одяг, ковдри.
Церква св. Дмитра. 1979, 1991.
Як розповідають у селі, дерев'яну церкву збудували на місці старого монастиря. У 1951 р. місцеві майстри Микола Куричка та Василь Лесько поклали дерев'яний зруб і він стояв 5 — 6 років, бо влада не дозволяла добудувати церкву, але пізніше все-таки добудували. У 1979 р. зруби дерев'яної церкви обмурували цеглою і таким чином, навіть не змінивши дах, спорудили муровану церкву. У 1991 р. за куратора Петра Немеша Анатолій Гафинець зробив добудову на західному фасаді, а в 1999 р. збудував муровану дзвіницю на місці дерев'яної.

## Постаті
- Йов Угольський, преподобний святитель Іов - Іван Георгійович Кундря.

Святі мощі отця Іова почивають в храмі св. Димитрія.
Молитвенник і ходатай за наш край перед Господом Ісусом Христом.
- Шимон Олександр Петрович (1988—2014) — старший лейтенант Збройних сил України, учасник АТО.

## Туристичні місця
- У селі на річці Малій Угольці зберігся дерев'яний водяний млин. Млин у робочому стані.
- Храм св. Дмитра. 1979, 1991.
- Мінеральні джерела (спеціально обладнаний колодязь для набору води).
- Неподалік села, безпосередньо на околиці лісу знаходиться один з найцікавіших об'єктів Угольки — найбільша печера Українських Карпат «Дружба» (історична назва — «Романія»).
- Карстовий або Кам'яний міст. Це унікальна природна арка, яка утворилася внаслідок карстових процесів, як вважає наука, ще на морському дні
- На північній околиці села розташована контора Угольського лісництва, яке входить до складу Угольсько-Широколужанського заповідного масиву. Біля контори росте лісок славнозвісної псевдотсуги тисолистої — прибулиці з Північної Америки.